# Husøy (Tønsberg)
Pour les articles homonymes, voir Husøy.
Husøy est une île de la commune de Tønsberg, dans le comté de Vestfold en Norvège.

## Description
L'île de 0,9 km2 est située entre l'île de Føynland dans la municipalité de Færder et Husvik dans la municipalité de Tønsberg.
Sur l'île, il y avait l'école primaire (fermée en 2013) et l'église datant de 1933. Husøy og Føynland Idrettsforening possède un club-house et le terrain en gazon artificiel du Husøy Arena sur l'île.
Husøy est relié par un pont à Føynland et sur la route de comté 309 à Nøtterøy. Jusqu'en2012, il y avait une liaison par ferry entre Husøysundet et Tangen près de Husvik. Le ferry a été remis en service en juillet 2017.

## Galerie

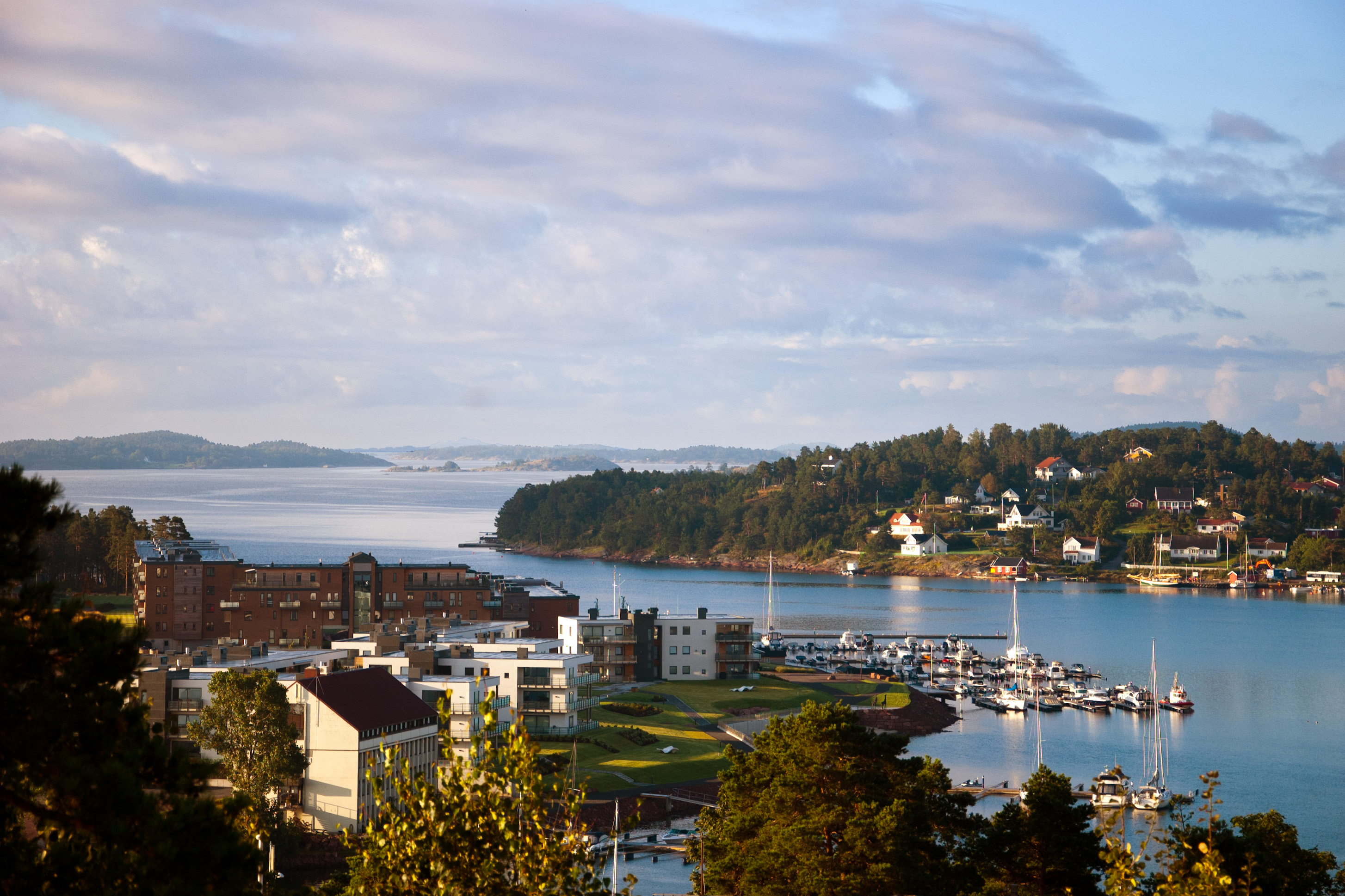
Les îles Jarlsø/Jersøy (à gauche) et Husøy (à droite)
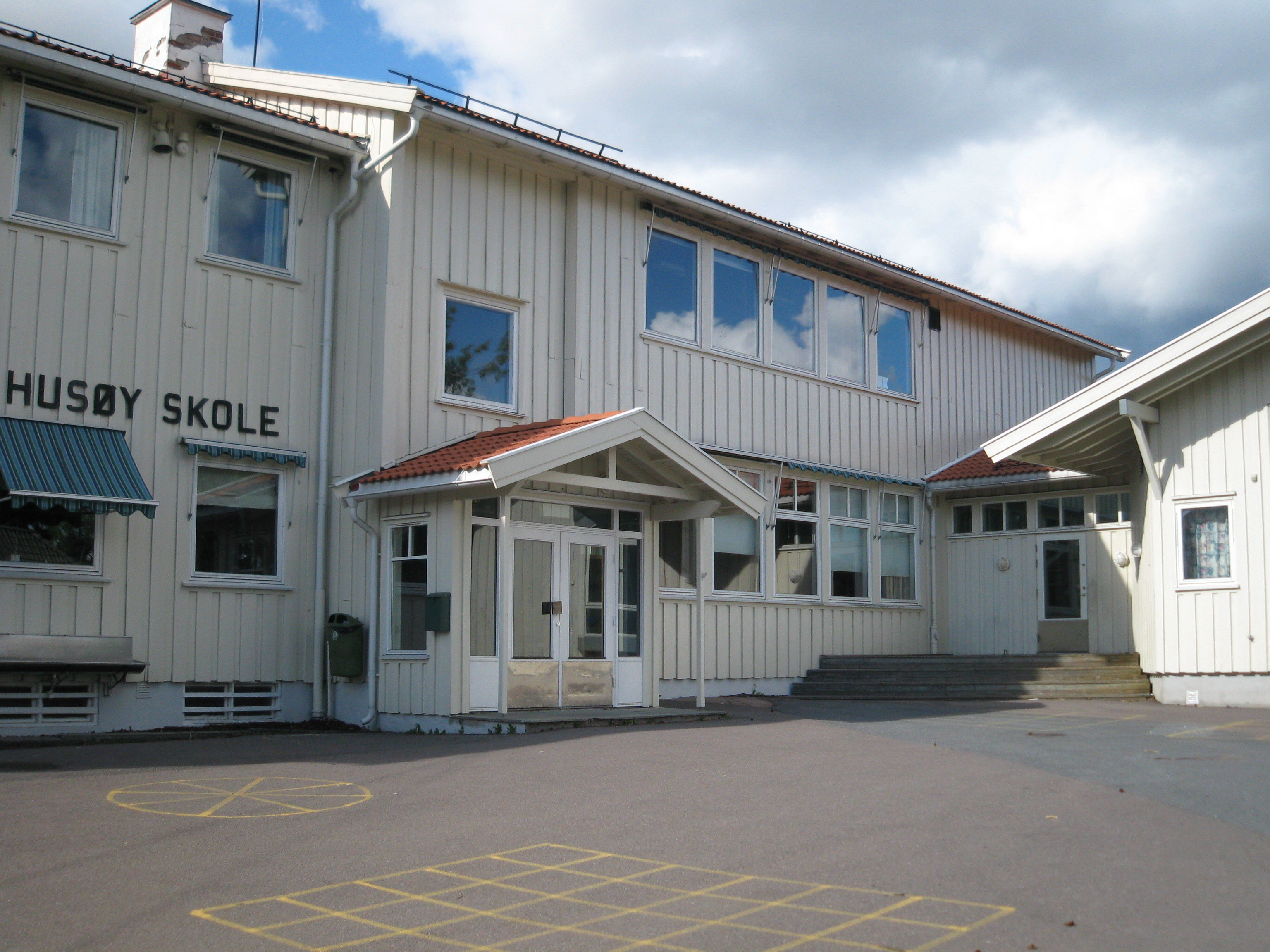
École de Husøy
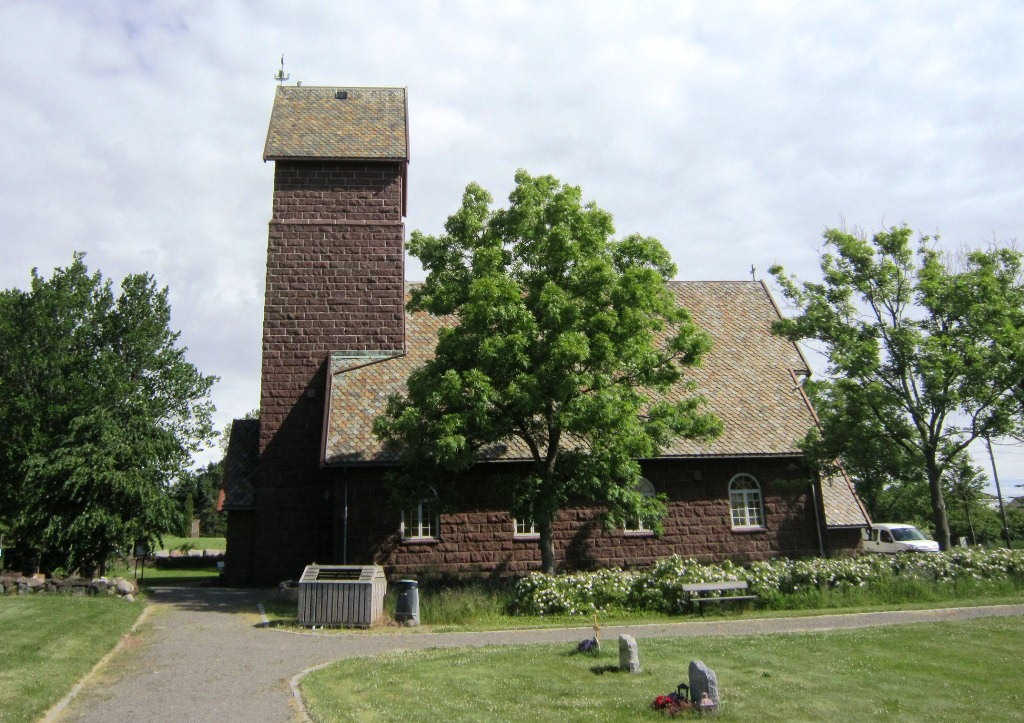
Église de Husøy